# ملا محمدعلی زنجانی
ملا محمدعلی زنجانی معروف به حجت از رهبران متقدّم آیین بیانی و رهبر شورش بابیان زنجان (که از ۱۲۶۶ تا ۱۲۶۸ هجری قمری به طول انجامیده بود. وی فرزند عبدالرحیم، به سال ۱۲۲۷ هجری قمری ولادت یافته‌است.

## زندگی حجت زنجانی

### قبل از اعتقاد به سید علی محمد باب
وی پس از تحصیلات مقدماتی، جهت کسب تحصیلات عالیه به کربلا عزیمت، پس از سالیانی اقامت به ایران مراجعت و در زنجان اقامت گزید. وی آرا و نظرات خاصی را که از بسیاری جهات مخالف اعتقادات دیگر علما بوده بیان می‌داشت. بدینجهت مخالفت علمای زنجان برانگیخته می‌شود و شکوائیه برای شاه می‌فرستند. شاه او را نفی بلد و در تهران تحت نظر قرار می‌دهد. با مرگ محمدشاه وی مخفیانه به زنجان باز می گرد و مورد استقبال بی‌سابقه مردم قرار می‌گیرد.

### بعد از اعتقاد به سید علی محمد باب
اعتقاد وی به سید علی‌محمد باب بعد از بازگشت وی به زنجان صورت گرفته‌است. حجت زنجانی گروهی از پیروان خود را برای رزم به جنگ قلعه طبرسی اعزام می‌دارد. وی با ایراد سخنانی شدیداللحن تمامی فئودالها و خانهای محلی را مورد حمله قرار داده به دفاع از منافع و حقوق حقهٔ مردم می‌پردازد که این خود حمایت توده‌ای عظیمی را بدنبال می‌آورد. وی مردم را به شرکت در ساختن جامعه‌ای برین فرا می‌خواند. جامعه‌ای که در آن تمامی آحاد آن از حقوق مساوی برخوردارند. این سخنان اکثریت اهالی زنجان و روستائیان آن نواحی را به تبعیت وی گردن نهادند. در کُتُب بهائی از او به بزرگی یاد شده‌است.

#### شورش بابیان زنجان
دولت از اوضاع بابیان زنجان و اهمیت حجت زنجانی آگاه گردید و برای اینکه جنگ قلعه طبرسی تکرار نشود به امیراصلان‌خان مجدالدوله خالوی ناصرالدین‌شاه که حاکم زنجان بود دستور داد که آخوند ملا محمد علی را فوراً به تهران روانه کند لیکن امیر اصلان خان بواسطه اهمیت و نفوذ زیادی که ملا محمد علی در زنجان یافته بود جرئت عملی کردن فرمان تهران را نداشت و موضوع فرستادن وی به تهران معلق ماند.
نویسنده روضةالصفای ناصری طرفداران حجت زنجانی را ده تاپانزده هزار نفر تخمین زده می‌نویسد «در هنگام ذهاب و ایاب به مسجد و منبر و امامت پیرامون وی را داشتند» در همین ایام یکی از بابیان دستگیر و دستگیری وی موجب شروع قیام در جمادی‌الثانی ۱۲۶۶ هجری قمری گردید و به جنگی شش‌ماهه انجامید.